# مردم کولی در ترکیه

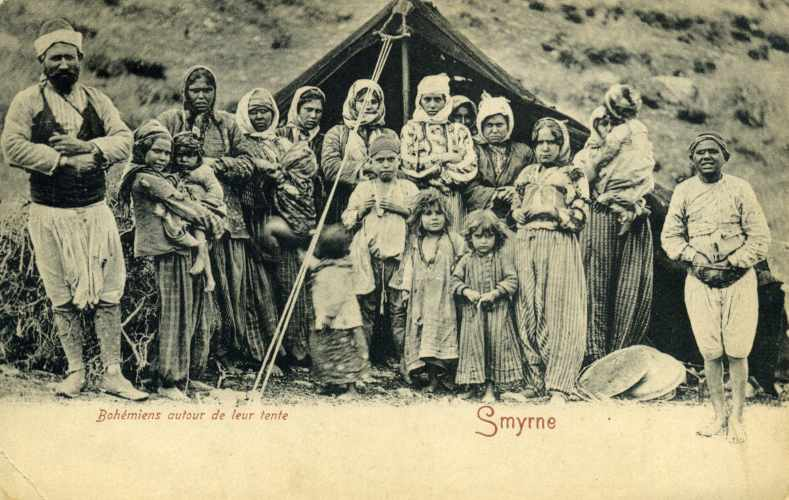
کولی ها در ازمیر (۱۹۰۴)

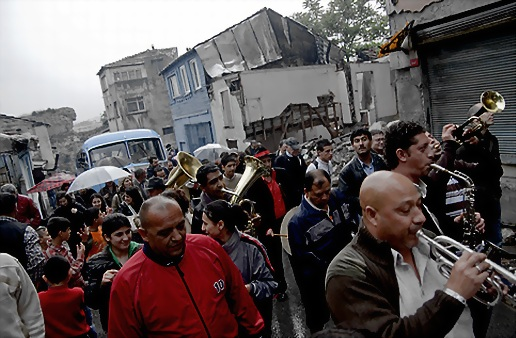
کولی ها در استانبول

مردم کولی در ترکیه (ترکی استانبولی: Türkiye'deki Romanlar) یا کولی‌ها در ترکیه یک اقلیت قومی در ترکیه هستند. طبق آمار رسمی حدود ۵۰۰٬۰۰۰ هزار نفر از مردم ترکیه کولی (غربتی) هستند. طبق برآوردهای مختلف ترکیه ای و غیر ترکیه ای حدود ۴ تا ۵ میلیون نفر از مردم ترکیه از نژاد کولی‌ها هستند در حالی که طبق آمار ترکیه فقط ۰٫۰۵ درصد از مردم ترکیه کولی هستند. اصلیت قومی و نژادی کولی‌ها از شمال غربی هند (راجستان و پنجاب) است. زبان رومنی، رومایی، جیپسی، چیپ، زرگری زبانی است که مردم کولی به آن سخن می‌گویند و در زمره زبان‌های هندو آریائی است.
کولی (غربتی) نام گروه‌های پراکندهٔ قومی است که در کشورهای مختلف دنیا به‌ویژه در اروپا و ترکیه به سر می‌برند. کولی‌ها در سرتاسر دنیا به خواندن، رقصیدن شهرت دارند و مردمانی دوره‌گرد و خانه به‌دوش هستند که بیشتر در گذشته با اجرای برنامه‌های رقص و آواز در مسیر کوچ خود مردم را سرگرم می‌کردند، فال آن‌ها را می‌گرفتند، کف‌بینی می‌کردند و در کنار آن به کارهای دیگری همچون آهنگری نیز می‌پرداختند. خصوصیات فردی و رفتار اجتماعی، آنان را به کاست‌های موجود در هند شبیه ساخته است.